# Rain of Crystal Spires
«Rain of Crystal Spires» es una canción interpretada por la banda británica Felt. Fue publicado en septiembre de 1986 como el único sencillo de su sexto álbum de estudio, Forever Breathes the Lonely Word.

## Recepción
Tim Sendra, escribiendo para AllMusic, comentó que la canción “comienza de manera brillante y el resto del disco nunca te defrauda”. Él añadió: “Es un golpe melancólico tras otro, con las guitarras y el órgano engranándose en perfecta armonía y Lawrence entonando sus letras alfabetizadas y desesperadas como si estuviera caminando cabeza abajo bajo la lluvia brumosa en un día de otoño”. Quinn Moreland de Pitchfork declaró que «Rain of Crystal Spires» “traza inmediatamente una línea entre el viejo y el nuevo Felt. Con el órgano de Duffy ahora sirviendo como sonido principal, las melodías animadas de Felt proporcionan un contraste para las ansiedades melancólicas de Lawrence”.

## Créditos y personal
Créditos adaptados desde las notas del álbum.
Felt
- Lawrence – voz principal
- Martin Duffy – órgano Hammond
- Marco Thomas – guitarra bajo
- Gary Ainge – batería

Personal adicional
- Neil Scott – guitarra líder
- John A. Rivers – productor
- Jonz – masterización

Diseño
- Peter-Paul Hartnett – fotografía
- Shanghai Packaging Company – diseño de portada

## Posicionamiento
| Gráfica (1986)                             | Pico de posición |
| ------------------------------------------ | ---------------- |
| Reino Unido (UK Independent Singles Chart) | 11               |